# Lysimachia chikungensis
Lysimachia chikungensis är en viveväxtart som beskrevs av Liberty Hyde Bailey. Lysimachia chikungensis ingår i släktet lysingar, och familjen viveväxter. Inga underarter finns listade i Catalogue of Life.